# З мене досить (фільм, 2002)
«З мене досить!» (англ. Enough) — американський драматичний трилер 2002 року режисера Майкла Ептеда. У головних ролях Дженніфер Лопес і Біллі Кемпбелл.

## Сюжет
Молода офіціантка Слім працює в кафе, щоб заробити на життя. Одного разу в кафе вона зустрічає молодого бізнесмена Мітча, з яким згодом одружується. Незабаром народжує дочку Грейсі. Дівчинка улюблена як батьком, так і матір'ю. Слім відчуває себе щасливою. Але раптом Мітч починає регулярно бити її. Слім забирає доньку і втікає з дому. Але тепер вона змушена постійно дотримуватися обережності, переслідувана впливовим чоловіком, вона відчайдушно бореться за свою свободу і дитину. Вона багато разів змінює місце проживання і імена, своє і дочки. Але кожен раз кривдник їх виявляє, і кожен раз Слім виходить з небезпеки на волосину від загибелі. Незабаром Слім розуміє, що не може тікати нескінченно, і вирішує протистояти чоловікові. Вона тренує силу волі, освоює прийоми самозахисту. Її мета — побороти страх і поквитатися з чоловіком за всі його діяння. В підсумку вона втілює свою мету в життя.

## У ролях
| Актор           | Роль               |
| --------------- | ------------------ |
| Дженніфер Лопес | Ерін «Слім» Гіллер |
| Білл Кемпбелл   | Мітч Гіллер        |
| Тесса Аллен     | Грейсі Гіллер      |
| Джульєтт Льюїс  | Джіні              |
| Ноа Вайлі       | Роббі              |
| Фред Ворд       | Юпітер             |
| Ден Футтерман   | Джо                |
| Джефф Кобер     | агент ФБР          |
| Майкл Берн      | сержант            |

## Закадрове озвучення
Українською мовою фільм озвучено студією «Так Треба Продакшн» на замовлення телерадіокомпанії «Україна». Ролі озвучували: Анатолій Пашнін, Олег Стальчук, Людмила Чиншева та Валентина Сова.